# RTS-Monton Racing
Das RTS Racing Team ist ein taiwanisches Radsportteam aus  mit Sitz in Taichung.
Manager ist Wen Chin Lin, der von den Sportlichen Leitern Tsai Jou Wu und Chaiya Moondet unterstützt wird. Die Mannschaft hat seit 2005 den Status eines Continental Teams und nimmt hauptsächlich an der UCI Asia und Oceania Tour teil. 2005 und 2006 konnten sie bei der UCI Asia Tour die Mannschaftswertung für sich entscheiden.

## Saison 2018

### Erfolge bei den Nationalen Straßen-Radsportmeisterschaften
In den Rennen zu den Nationalen Straßen-Radsportmeisterschaften 2018 gelangen die nachstehenden Erfolge.
| Datum        | Rennen                                          | Sieger                        |
| ------------ | ----------------------------------------------- | ----------------------------- |
| 25. Juni     | Mongolische Meisterschaft – Straßenrennen (U23) | Sainbajaryn Dschambaldschamts |
| 17. November | Usbekische Meisterschaft – Einzelzeitfahren     | Murodjon Xolmurodov           |

## Saison 2017

### Erfolge bei den Nationalen Straßen-Radsportmeisterschaften
In den Rennen zu den Nationalen Straßen-Radsportmeisterschaften 2017 gelangen die nachstehenden Erfolge.
| Datum    | Rennen                                    | Sieger                 |
| -------- | ----------------------------------------- | ---------------------- |
| 23. Juni | Griechische Meisterschaft – Straßenrennen | Polychronis Tzortzakis |

## Saison 2008

### Erfolge in der UCI Asia Tour
In den Rennen der Saison 2008 der UCI Asia Tour gelangen die nachstehenden Erfolge.
| Datum           | Rennen                         | Sieger         |
| --------------- | ------------------------------ | -------------- |
| 29. Juni        | 5. Etappe Tour de Korea-Japan  | David McCann   |
| 2. September    | 2. Etappe Tour of Thailand     | Stefan Löffler |
| 1.–6. September | Gesamtwertung Tour of Thailand | Alex Coutts    |

## Saison 2007

### Erfolge in der UCI Asia Tour
In den Rennen der Saison 2007 der UCI Asia Tour gelangen die nachstehenden Erfolge.
| Datum          | Rennen                                | Sieger         |
| -------------- | ------------------------------------- | -------------- |
| 9. Januar      | 4. Etappe Jelajah Malaysia            | Hossein Askari |
| 12. Januar     | 7. Etappe Jelajah Malaysia            | Kuan Hua Lai   |
| 23. Januar     | 4. Etappe Tour of Siam                | Ghader Mizbani |
| 20.–25. Januar | Gesamtwertung Tour of Siam            | Jai Crawford   |
| 21. März       | 4. Etappe Tour de Taiwan              | Ghader Mizbani |
| 21. April      | Prolog Kerman Tour                    | Ghader Mizbani |
| 23. April      | 2. Etappe Kerman Tour                 | Hossein Askari |
| 23. Mai        | 2. Etappe Aserbaidschan-Rundfahrt     | Hossein Askari |
| 25. Mai        | 4. Etappe Aserbaidschan-Rundfahrt     | Ghader Mizbani |
| 22.–29. Mai    | Gesamtwertung Aserbaidschan-Rundfahrt | Hossein Askari |
| 29. Juni       | Iranische Zeitfahrmeisterschaft       | Hossein Askari |
| 1. Juli        | Iranische Straßenmeisterschaft        | Ghader Mizbani |
| 12. August     | 5. Etappe Tour of Milad du Nour       | Ghader Mizbani |
| 8.–14. August  | Gesamtwertung Tour of Milad du Nour   | Ghader Mizbani |

## Platzierungen in UCI-Ranglisten
UCI America Tour
| Saison    | Mannschaftswertung | Fahrerwertung              |
| --------- | ------------------ | -------------------------- |
| 2005-2014 | -                  | -                          |
| 2015      | 45.                | Mario Alberto Rojas (270.) |
| 2016      | 24.                | Mauricio Ortega (81.)      |

UCI Asia Tour
| Saison | Mannschaftswertung | Fahrerwertung            |
| ------ | ------------------ | ------------------------ |
| 2005   | 1.                 | Hossein Askari (4.)      |
| 2006   | 1.                 | Ghader Mizbani (1.)      |
| 2007   | 1.                 | Hossein Askari (1.)      |
| 2008   | 7.                 |                          |
| 2009   | -                  | -                        |
| 2010   | 3.                 | David McCann (4.)        |
| 2011   | 3.                 | Murodjon Xolmurodov (2.) |
| 2012   | 64.                | David McCann (274.)      |
| 2013   | 9.                 | Murodjon Xolmurodov (9.) |
| 2014   | 4.                 | Boris Schpilewski (2.)   |
| 2015   | 6.                 | Hossein Alizadeh (11.)   |
| 2016   | 32.                | Mauricio Ortega (104.)   |

UCI Europe Tour
| Saison    | Mannschaftswertung | Fahrerwertung            |
| --------- | ------------------ | ------------------------ |
| 2009      | -                  | -                        |
| 2010      | 97.                | Eugen Wacker (457.)      |
| 2011      | 97.                | David McCann (512.)      |
| 2012      | 112.               | Martyn Irvine (605.)     |
| 2013      | 120.               | Boris Schpilewski (899.) |
| 2014      | 125.               | Iwan Kowaljow (1057.)    |
| 2015-2016 | -                  | -                        |

UCI Oceania Tour
| Saison    | Mannschaftswertung | Fahrerwertung     |
| --------- | ------------------ | ----------------- |
| 2006      | 8.                 | David McCann (9.) |
| 2007      |                    |                   |
| 2008-2016 | -                  | -                 |

## Ehemalige Fahrer
- Cameron Hughes (2002)
- Tonton Susanto (2002–2003)
- Dschamsrangiin Öldsii-Orschich (2002–2003)
- Gordon McCauley (2003)
- Glen Chadwick (2003–2004)
- Ahad Kazemi (2002–2005)
- Tobias Erler (2006)
- Daniel Lloyd (2006)
- Ghader Mizbani (2003–2007)
- Hossein Askari (2005–2007)
- Paul Griffin (2004–2008)
- Erik Hoffmann (2008)
- Stefan Löffler (2008)
- Kuan Hua Lai (2002–2010)
- Dennis Pohl (2010)
- Prajak Mahawong (2010)
- Eugen Wacker (2010)
- Jai Crawford (2007, 2011–2012)
- Martyn Irvine (2011–2012)
- Sergei Kudenzow (2011–2012)
- Andrei Misurow (2012)
- David McCann (2004–2006, 2008, 2010–2012)
- Murodjon Xolmurodov (2011, 2013)
- Rahim Ememi (2013)
- Óscar Pujol (2013)
- Amir Zargari (2013)
- Alex Coutts (2008, 2010–2012, 2014)